# Mit Borrás
Mit Borrás (Madrid, 1982) es un artista visual español que vive y trabaja en Madrid y Berlín.
Su trabajo tiene un amplio reconocimiento internacional por su cuerpo de obra Adaptasi Cycle, fruto de su investigación sobre la idea de adaptación y la relación entre el ser humano, la naturaleza y el progreso tecnológico. Su personal y aclamada estética, montajes y puesta en escena transdiciplinar (arte digital, performance, instalación y video, entre otros) formaliza su tesis sobre el concepto de transhumanismo y la conexión del placer con la ergonomía, la biodiversidad y la tecnología contemporánea, los ritos ancestrales y modernos y la futurología.
Desarrolló su investigación en Media Art en la Twente University en Enschede, Holanda (2006) y es BFA por la UCM. En 2010 se trasladó a Berlín (Alemania) a la residencia Glogauair, dirigió junto a Rachel Lamot Fünf Galerie (2010-14) y se especializó en Kunst- und Kulturmanagement en Berlín, Alemania (2013). Ha sido coordinador de proyectos culturales de media art, director de producción de festivales de arte digital, comisario el Instituto Cervantes en Berlín en 2014 y entre 2016 y 2019 colaboró como crítico de arte en la icónica revista Neo2. Desde 2010 hasta la fecha forma parte activamente de la escena cultural contemporánea berlinesa y europea.
Su obra se ha expuesto en el Centre Pompidou, París, (2022), Art Dubai, Emiratos Árabes (2022), Goethe Institute, Los Angeles, USA (2022), Nighttimestory, Los Angeles, USA (2022), Hara Museum, Tokio (2010), Exgirlfriend Gallery, Berlín (2016-21), Tick Tack Gallery, Amberes (2021), The Wrong Bienale, Paris (2021), Art Cologne, Colonia (2021), Pylon Hub, Dresden (2021), Harddiskmuseum, Paris (2020), Arebyte Gallery, Londres (2019), Towards the Last Unicorn, Sau Paulo (2019), Dimora Artica, Milán (2018), Frontviews, Vienna (2019), Berlín (2018) y Atenas (2018), Aleph Projects, Tel Aviv (2017), HGB Gallery, Lepzig (2018), Biennial of Media Arts of Chile (2017), Palacio Fernandini y Art Lima, Lima (2016), Museo de Bellas Artes de Chile (2017), Kreuzberg Pavillon, Berlín (2013) y Noruega (2016), Loop Barcelona (2010,15-19) y Transmediale, Berlín (2011) entre otros.
Colabora como profesor de Ergonomía en la Universidad TAI, de Arte Digital, Videoarte y Comunicación con la Universidad Carlos III en el Master de Arte del Círculo de Bellas Artes - Escuela Sur de Madrid y de Introducción a la Cultura Digital en el IED. Mit Borrás es un artista visual miembro del colectivo berlinés Frontviews y del centro de creación contemporánea Haunt de Berlín. Ha fundado y dirige en Madrid el estudio CAVVE, junto a Rachel Lamot como directora creativa y head of production. Su obra está representada en España por la galería House of Chappaz.

## Descripción
Reconocido por su trabajo pionero y sus contribuciones innovadoras al arte visual contemporáneo, el videoarte, las instalaciones mediáticas y el arte digital con performance, Mit Borrás lleva a cabo una práctica transdisciplinar que investiga la compleja interacción entre la humanidad, la naturaleza y la tecnología. Su obra explora temas como la adaptación, el post-humanismo, la bioética y la sensualidad digital, a través de instalaciones de video inmersivas, performances y obras multimedia. El arte de Borrás se distingue por su capacidad para fusionar lo ancestral con lo futurista, creando mitologías especulativas que reflejan profundas transformaciones sociales.
Práctica artística y temas clave
La práctica artística de Mit Borrás se caracteriza por una profunda carga conceptual y un enfoque transdisciplinario que abarca videoarte, obras digitales, instalaciones mediáticas, escultura y performance. En el núcleo de toda su obra se encuentra el concepto de “Adaptación”—una tesis sobre la relación compleja y en constante evolución entre humanidad, naturaleza y progreso tecnológico. Este tema fundamental impulsa su exploración de una conciencia post-humana, imaginando escenarios donde la existencia trasciende los límites convencionales a través de la integración sintética y las relaciones simbióticas. Un marco intelectual central en su práctica es el transhumanismo y el post-naturalismo. Su obra investiga rigurosamente cómo estas filosofías moldean la evolución humana, la ética y la percepción en la era contemporánea. Mediante un enfoque multidisciplinar, Borrás aborda temas como:

-Espiritualidad y mortalidad: Los mecanismos de la espiritualidad como dispositivos emocionales del alma y sus aspiraciones; sus representaciones y funciones antropológicas, y la dimensión contemplativa que aborda la noción de la muerte, no como un final, sino como una lente crítica para examinar los deseos, temores y aspiraciones humanos contemporáneos, así como las mitologías modernas que configuran nuestro tiempo.
Simbiosis: Una investigación filosófica sobre la coexistencia armoniosa—o conflictiva—de entidades distintas, vista desde perspectivas ontológicas y antropológicas.
-Robótica y biomecánica: La convergencia entre sistemas mecánicos y biológicos, a menudo representada mediante prótesis, exoesqueletos y modificaciones corporales.
-Bienestar y mindfulness: Una exploración crítica pero abierta sobre el autocuidado, la meditación y la optimización humana, especialmente en tensión con los avances tecnológicos acelerados.
-Bioética y digitalidad: Una investigación sobre las implicaciones éticas de la innovación tecnológica—especialmente la IA y la biotecnología—y sus consecuencias para la condición humana.
-Sensualidad digital: Una indagación sobre la experiencia sensorial mediada o potenciada por tecnologías digitales, que desafía las nociones convencionales de intimidad, emoción y corporeidad.

Borrás también se nutre profundamente de las conexiones ancestrales y orgánicas de la humanidad con la naturaleza. Se sumerge en la botánica, la geología y los lazos folclóricos entre los humanos y el mundo natural a través de la espiritualidad, el hedonismo, el animismo, el chamanismo y el misticismo. Estas prácticas antiguas suelen dialogar con fenómenos modernos como la cultura rave, el yoga contemporáneo y la meditación, explorando la búsqueda humana de juventud y eternidad en una era tecnológica. Esta interacción entre lo ancestral y lo hiper-moderno es un rasgo distintivo de su estética.
Sus obras son fundamentalmente conceptuales, manifestándose como “retratos ensayísticos” que evocan un “estado ampliado de conciencia”. Estas narrativas suelen desarrollarse en un “limbo metafísico”: entornos serenos y asépticos, similares a cuevas suaves o espacios fluidos. Estos espacios hacen referencia a la alta tecnología a través de materiales flexibles, sensuales y colores pastel suaves, generando una atmósfera de belleza inquietante, esperanza suspendida e incertidumbre futurista, habitada por “seres, monstruos y fantasmas tanto del pasado como del futuro”. Este concepto de “limbo” es esencial en su objetivo: construir un folklore y una mitología especulativa del futuro—una línea de tiempo alternativa que utiliza lentes mitológicas para reflexionar sobre el presente mientras especula activamente sobre lo que está por venir.
Su obra más reconocida y aclamada es Adaptasi Cycle, exhibida en el Centre Pompidou y en numerosos países. Es un cuerpo de trabajo cohesionado y poderoso, desarrollado durante varios años en estrecha colaboración con la artista Rachel Lamot, quien ha sido una fuerza creativa central y desempeñó un papel crucial como directora creativa visionaria y coescritora del proyecto, dotándolo de una identidad distintiva y reconocible. Igualmente esencial ha sido la excepcional contribución del músico y compositor Daniel Vacas Peralta, quien creó la banda sonora original y definió la personalidad sonora de Adaptasi. Su música—caracterizada por atmósferas electrónicas oscuras, texturas minimalistas y armonías profundamente personales—es un legado revolucionario y ha sido clave en la construcción de la estética y resonancia emocional del proyecto.
Estética y experiencia sensorial
El lenguaje estético de Mit Borrás es inmediatamente reconocible y meticulosamente refinado. Enfatiza formas ergonómicas, utiliza frecuentemente colores pastel y materiales con texturas suaves, elásticas y sensuales. Esto crea ambientes tecnológicamente sofisticados pero sutilmente reconfortantes, caracterizados por una “visión ortopédica del futuro”.
El sonido es un componente indispensable e inmersivo en su práctica. Como compositor, incorpora extensamente su música electrónica, techno, drone y ASMR para amplificar la profundidad sensorial de sus instalaciones y videos. Combinado con movimientos suaves y perpetuos, travellings de cámara y coreografías inspiradas en desplazamientos geológicos y danzas espirituales, su trabajo difumina los límites entre cine, performance e instalación, atrayendo al espectador a un reino holístico y mítico. Los paisajes representados suelen tener elementos distópicos donde los entornos naturales se empujan hacia la desolación extrema, pero conservan formas orgánicas acogedoras, estériles y claramente antisépticas.
Exposiciones clave y reconocimientos
La obra de Mit Borrás ha alcanzado reconocimiento internacional, siendo exhibida en los principales espacios y festivales de todo el mundo. Algunas exposiciones destacadas incluyen: Centre Pompidou, París (2022); Replacement. Nighttimestory, Los Ángeles, EE. UU. (2023); WUF, Basilea, Suiza (2024); Art Dubai, EAU (2022); Hara Museum, Tokio (2010); Exgirlfriend Gallery, Berlín (2016–2021); Tick Tack Gallery, Amberes (2021); The Wrong Biennale, París (2021); Art Cologne (2021); Pylon Hub, Dresde (2021); Harddiskmuseum, París (2020); Arebyte Gallery, Londres (2019); Towards the Last Unicorn, São Paulo (2019); Dimora Artica, Milán (2018); Frontviews en Viena (2019), Berlín (2018) y Atenas (2018); Bienal de Artes Mediales de Chile (2017); Palacio Fernandini y Art Lima, Lima (2016); Museo de Bellas Artes de Chile (2017); Kreuzberg Pavillon, Berlín (2013) y Noruega (2016); Loop Barcelona (2010, 2015–2019); y Transmediale, Berlín (2011).
Studio CAVVE y afiliaciones
Mit Borrás es fundador y director de Studio CAVVE, en Madrid, centrado en videoarte, medios expandidos, instalación y arte digital, performance, y la profunda interacción entre el transhumanismo y la teoría cyborg en el arte contemporáneo. Rachel Lamot es directora creativa y jefa de producción. El estudio funciona como centro para proyectos colaborativos e investigaciones en nuevos medios y en el estudio de la relación entre arte y antropología, biomecánica, botánica o geología. Borrás también es miembro activo de colectivos artísticos y colabora con instituciones internacionales, incluyendo el colectivo berlinés Frontviews y el centro Haunt, ampliando su red artística.
Fundamentos filosóficos y legado
El cuerpo completo de obra de Mit Borrás representa una sofisticada investigación filosófica sobre la existencia en un mundo cada vez más digital y tecnológicamente impulsado. Explora constantemente el concepto de “limbo”—un estado de transición y ambigüedad constante donde se disuelven los binarios convencionales y emergen nuevas formas. Este “limbo” se representa como un “panteón que irradia una atmósfera de incertidumbre, esperanza suspendida, belleza inquietante y la presencia de seres, monstruos y fantasmas del pasado y del futuro”.
Este marco conceptual le permite investigar la fluidez de la identidad, a menudo presentando entidades transhumanas o cyborgs cuyas formas desafían las categorías tradicionales de naturaleza y artificio, espíritu y máquina, género y carne.
Su producción artística no es solo un reflejo de las preocupaciones contemporáneas, sino una construcción activa de “un folklore y una mitología especulativa del futuro—un limbo y una línea de tiempo alternativos”. Al sintetizar la sabiduría ancestral con elementos de ficción, la obra de Borrás adquiere una cualidad totémica, equilibrando lo religioso y lo tecnológico, lo inquietantemente confortable y la incertidumbre de lo que vendrá. Este enfoque único ofrece una lente crítica para comprender el impacto de la era digital en la prosperidad y trascendencia humanas. Las contribuciones de Borrás lo consolidan como una figura clave en el discurso del arte post-humano. Su capacidad para integrar conceptos tecnológicos avanzados con profundas cuestiones filosóficas, junto con su estética distintiva, hace que su obra sea altamente relevante en las discusiones contemporáneas sobre bioética, inteligencia artificial y la relación en evolución entre la humanidad y los entornos que construye. A través de su enfoque multidisciplinar, Borrás continúa expandiendo los límites de la expresión artística, incitando al público a interactuar críticamente con nuestro futuro tecnológico acelerado y con el potencial ilimitado de la adaptación.

## Obra
Mit Borrás es conocido por haber desarrollado un cuerpo de trabajo en relación con las diferentes visiones de un estado de conciencia posthumano. El centro de atención de su obra se basa en la interconectividad entre la naturaleza y la tecnología y el concepto filosófico de adaptación como método para superar los límites categóricos de la existencia.
Adaptasi Cycle es su más amplio trabajo debido a su impacto público y reconocimiento internacional, sus características transdisciplinares y al hecho de que engloba una parte amplia del corpus de su obra. Es una sublimación de nuestra realidad, un trabajo que trasciende los límites del pasado y del futuro, de lo sintético y lo orgánico así como de la naturaleza y la tecnología. Los retratos ensayísticos que se exponen en forma de obras en video, performances e instalaciones multidimensionales, encarnan y muestran un estado aumentado de conciencia de estos aspectos y funcionan como suites individuales de esta obra de Borrás. La artista visual Rachel Lamot es la directora de arte y coescritora de Adaptasi Cycle y Daniel Vacas Peralta ha compuesto la música para ella.
Su obra tiene un enfoque holístico, en relación con el bienestar y el equilibrio del cuerpo y la mente, apuntando a la conjunción entre el mundo interior y exterior como una forma de curación. Los ritos son un tema central y recurrente de Adaptasi Cycle, como epítome de la inmersión mental a través de actos y ejercicios físicos. A través de la meditación, el yoga (kemetismo) y el ejercicio consciente, los personajes de la obra de Borrás parecen perpetuar la conexión de su alma con un reino de existencia superior e inmortal.
Del mismo modo, el trabajo de Borrás aborda la paradoja de nuestra cultura aceleracionista: una predisposición intrínseca a temer a la muerte, pero idealizando el progreso (tecnológico), cuando de hecho el progreso aplicado al cuerpo humano como el recipiente de nuestra existencia, en última instancia, significa decadencia. Posteriormente, surge el impulso de estrategias para superar este miedo y aprender a lidiar con la triste realidad de la descomposición ineludible inherente a la naturaleza, como una forma de curación. El corpus del trabajo de Borrás abarca una dicotomía visual entre las imágenes y elementos de naturaleza salvaje, indómita y evanescente y el capital cultural creado por el ser humano por un lado, y la tecnología por el otro.
En su trabajo de video e instalación Heavven, las escenas de un protagonista aislado y concentrado, observado y seguido por su compañero robótico, se alternan con secuencias del micro y macrocosmos de la naturaleza. Las vistas aéreas de glaciares, montañas nevadas y bosques densos son seguidas por las de hongos animados, representativos de un nivel más alto de conexión holística, ya que los hongos son solo el fruto de su red micorrícicas, la llamada red de hongos, que conecta plantas más grandes como los árboles a través de diminutos hilos del micelio. Con esto en mente, la obra de Borrás equivale a la imagen de la punta del iceberg, es un vislumbre sutil de un universo altamente complejo, la esencia de nuestra realidad y la conexión subyacente de cada elemento que pertenece a ella, en última instancia, su sublimación. Su lenguaje visual facilita el diálogo entre la naturaleza y la cultura. De vez en cuando elementos de ambos mundos, sintético y orgánico, deambulan de forma natural en el otro reino respectivo. A veces aparecen como un sustituto de su matriz original, recordando su ausencia como una forma de eternizar su alma y mantener su conexión metafísica. Sin embargo, la dicotomía de ambos mundos natural y artificial, no excluye estrictamente a su contraparte. En la dualidad de este escenario, Borrás ubica lo que se puede identificar como naturaleza humana en espacios interiores muy estilizados, que ejemplifican lo contrario, lo sintético, a primera vista. En un segundo vistazo, notamos que los personajes que aparecen en sus piezas ya han experimentado una evolución, deviniendo en su existencia post-humana, siendo ejemplos biónicos de tecnología fusionándose con la carne. A través de su adaptación, estas personas humanoides encarnan los ritos de paso de la futura existencia humana, posiblemente evolucionando en un mundo hipertecnológico.
Las representaciones de vastos paisajes naturales en Adaptasi Cycle, chocan con la intimidad de distintos espacios interiores arquitectónicos, futuristas de decoración ausente o minimalista habitados por los protagonistas. El espacio parece estéril, pero puede leerse como una metáfora del útero como un espacio seguro de armonía infinita, un espacio no solo protegido del caos exterior sino que incluso pone en duda la existencia de algún tipo de caos. Al igual que su habitante, el espacio transmite una sensación de belleza idiosincrásica de otro mundo, prevista en las tendencias de estilo de vida del Zeitgeist, pero que existe desprovisto del drama capitalista.
Los personajes de las obras de Borrás a menudo están rodeados de una belleza inquietante y actúan en estados oscilantes de extroversión física e introspección profunda, lo que los hace parecer vivos y sin vida por igual. Como fantasmas benevolentes, presentes y ausentes al mismo tiempo, completamente en paz con su existencia y determinación, deambulan por el espacio y el tiempo de una manera inteligente y consciente. En su limbo, se convierten en las manifestaciones encarnadas de la visión distópica de Borrás y el prototipo de la existencia humana futura, que ha evolucionado a través del progreso biotecnológico al romper con sus limitaciones físicas y costumbres convencionales, e incorporando antiguas metodologías del mundo espiritual.
Los símbolos de naturaleza mística y el chamanismo se entrelazan con elementos de la moderna vapor wave y la estética tecno-futurista, creando un lenguaje visual y estilístico extremadamente distinto, que hace de la obra de Borrás un manifiesto del discurso posthumanista en una era distópica. La determinación estética distinta y consecuente de su trabajo puede parecer intimidantemente catártica a veces, pero en realidad, proviene de una visión y un deseo puro de serenidad, claridad e inocencia dentro de su reino transitorio posthumano. Borrás crea un universo que invoca lo antiguo y lo futurista simultáneamente, abordando la fugacidad y la sublimación como fenómenos omnipresentes, pero sin negar la alineación eudemónica de sus habitantes.
Texto de Julia Schmelzer. Pylon Hub. Sobre la obra de Mit Borrás. Extracto de Ritos de Paso Eudaimónicos para Exgirlfiend Gallery y el Catálogo Heavven, 2021. 

## Conferencias
2024 Symbiosis with Machines. Canal Connect. Madrid, Spain
2023 Future Creatures. Windmill, Seoul, South Korea
2023 AI Love. Improper Walls. Vienna, Austria
2023 Tech Altars and Digilovers. TAI University. Madrid, Spain
2023 Future in the Evolution of Our Species. Canal Connect. Madrid, Spain
2023 Techno Altars. Cyborgs and Modern Monsters. Fjord. Madrid, Spain
2023 Digital Culture. Professor. Digital Fashio Master. IED. Madrid, Spain
2022 The Future is an Animal. Instituto Europeo Di Desgin. Madrid, Spain
2022 Videoart. Professor. Escuela Sur. Madrid, Spain  
2021 New Spaces for Digital Art. Fundación Telefónica. Madrid, Spain  
2020 New Media and Communication in Art. Professor. Escuela Sur. Madrid, Spain  
2020 Comunication I. Master. Professor. Escuela Sur. Madrid, Spain  
2019 New Media and Communication in Art. Professor. Escuela Sur. Madrid, Spain  
2017 There is Nothing Like The Future. LetArt. Madrid, Spain
2017 Deer Shit. The Soft Slave Wonder. Validadero. Bogotá, Colombia
2017 Ergonomic Technology. Medialab-Prado. Madrid, Spain
2016 Proyector, Videoart Festival. Belmond Monaterio. Cusco, Perú
2016 Politics Poetics. ICPNA Cusco, Perú
2015 Teaching New Media Art and Creativity. Madrid, Spain
2015 Resist Restart. Vesselroom project. Berlín, Germany
2014 Structure of the idea. Forum. Berlín, Germany
2012 Didactics of contemporary art in youth. BAMF Schule. Berlín, Germany
2009 Experimenta club. La casa encendida. Madrid, Spain
2009 Art scene in Madrid. Documentary. Globe Trekker, International
2008 Process in media art. Apple store. London, England

## Artículos de prensa

### Castellano
Entrevista en Neo2. Heavven.
Entrevista en Metal Magazine
Phantom Limb. Entrevista en Neo2
Teen Wave en Neo2
Youth Cloud
Aleph Projects
Transmediale
Mmmad

### Inglés
Interview at Nasty magazine
Pylon Hub. Article. Heavven
Artviewer. Mit Borrás at Exgirlfriend
Swarmmag. Mit Borrás
Gallery Talk. Berlin Gallery Weekend Best Exhibitions
Kuba Paris. Heavven. Mit Borrás
Scandale Projects. Mit Borrás
Kuba Paris. Phantom Limb. Mit Borrás
Interview at Tique Art
Vvovva. Mit Borrás
Kaltblut Archivado el 24 de enero de 2022 en Wayback Machine.
Pylon Hub. Adaptation Cloud. Mit Borrás